# In commendam
In commendam (alla lettera: "in affidamento") è un'espressione latina per indicare essenzialmente l'affidamento temporaneo dei redditi di un ente ecclesiastico ad un "commendatario" (cioè che non possedeva la carica che comportava il beneficio, ma solo il beneficio stesso), che poteva essere un ecclesiastico o anche un laico.

## Storia
In un'epistola scritta da sant'Ambrogio, l'arcivescovo di Milano, scrisse: "Commendo tibi, fili, Ecclesiam quae est ad Forum Cornelii... donec ei ordinetur episcopus" ("Ti affido, figlio mio, la Chiesa che è a Imola... fino all'ordinazione del nuovo vescovo"). Nel 538, il Terzo Concilio di Orleans specifica nel diciottesimo canone che l'uso in commendam è sotto giurisdizione episcopale. In pratica, soprattutto in età altomedievale, l'affidamento era il modo di concedere a vescovi, che risultavano cacciati dalla loro sede episcopale a causa di invasioni barbariche o di guerre, di mantenere il proprio tenore di vita. Papa Gregorio I ne fece spesso uso in tale modo. La pratica cominciò ad essere seriamente abusata nell'VIII secolo, quando i re anglosassoni e franchi pretesero il diritto di nominare abati in commendam per i conventi occupati da comunità religiose. Spesso questi abati in commendam erano laici, vassalli dei re o altri che venivano autorizzati ad incamerare i redditi e gestire gli affari temporali dei conventi come ricompensa per i servizi militari resi.
Gli abusi raggiunsero il culmine, a Roma e in Italia, durante il periodo di influenza di Marozia (circa 892 - 955), in Germania durante il regno di Enrico IV, in Francia durante il regno di Filippo I, in Inghilterra sotto Guglielmo il Conquistatore, Guglielmo il rosso, Enrico I ed Enrico II. Spesso, furono nominati abati in commendam le persone più indegne, e, in molti casi, questi personaggi portarono i monasteri alla rovina materiale e spirituale. Quando, però, nel 1122 la lotta per le investiture si risolse in favore della Chiesa, la nomina dei laici ad abate in commendam fu abolita. Gli abusi aumentarono nuovamente durante la cattività avignonese (1309-1377), specialmente durante il grande scisma (1378-1417), quando i papi, e gli antipapi, concessero numerose abbazie in commendam per aumentare il numero dei loro sostenitori.
Col tempo, l'uso di tale pratica si estese e permise ad ecclesiastici, o anche laici, di ottenere le rendite di un beneficio ecclesiastico senza aver giurisdizione spirituale o svolgere i compiti spirituali di tale ente. Spesso colui che aveva il bene in commenda aveva anche il diritto o dovere di assumere e pagare un ecclesiastico che svolgesse gli obblighi spirituali di tale beneficio. Questo diede origine alla figura dell'Abate commendatario.

## Altri usi
Nel mondo commerciale bassomedievale furono usati gli stessi termini, ma con un significato più caratteristico: quando un mercante partiva per un'impresa commerciale in terre lontane, raccoglieva presso parenti e amici somme di denaro necessarie all'impresa stessa: chi dava il danaro si chiamava "accomandante" e rispondeva solo nei limiti del capitale investito (cioè rischiava di perdere, in caso di fallimento dell'impresa, solo tale somma) mentre chi lo riceveva si chiamava "accomandatario", amministrava l'impresa, ma rispondeva illimitatamente o, come si diceva, ultra vires, cioè rischiava anche il proprio patrimonio personale, oltre la somma ricevuta dagli "accomandanti", per far fronte alle obbligazioni contratte verso terzi nell'esercizio dell'impresa in questione.
Tale istituto ha attraversato diverse epoche storiche per arrivare ai nostri giorni. Nel diritto italiano moderno è rappresentato dalla società in accomandita semplice e dalla società in accomandita per azioni.

## Ordini cavallereschi
Parimenti, negli ordini cavallereschi fu il modo di attribuire a determinati cavalieri particolarmente distintisi i redditi di una «commenda» (per esempio, un'abbazia in possesso di vari terreni ma che mancava di un vertice amministrativo perché la carica di abate era vacante). Si usò in tal caso, per designare tale beneficiario, il termine commendatore, che in seguito divenne un grado cavalleresco.